# Зілай (Юкаменський район)
Зіла́й (рос. Зилай) — присілок у складі Юкаменського району Удмуртії, Росія.
Населення — 3 особи (2010; 11 в 2002).
Національний склад (2002):
- удмурти — 91 %